# Serraca gorbatchevi
Serraca gorbatchevi är en fjärilsart som beskrevs av Kardakoff 1928. Serraca gorbatchevi ingår i släktet Serraca och familjen mätare. Inga underarter finns listade i Catalogue of Life.